# Maaseik

Maaseiks vapen

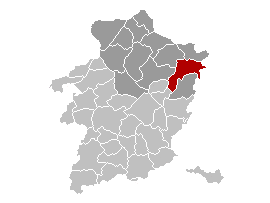
Maaseik läge inom provinsen Limburg

Maaseik är en stad och kommun i provinsen Limburg i nordöstra Belgien vid floden Maas. Staden har 25 187 invånare (2017). Målaren Jan van Eyck föddes i Maaseik.